# 제너럴 (1926년 영화)
《제너럴》(The General)은 1926년에 미국에서 개봉된 버스터 키튼의 영화이다. 이 영화는 키튼의 영화 중에서 가장 위대한 영화로 칭송받고 있지만 당시에는 흥행에 실패하였다. 이 영화의 실패는 키튼의 몰락을 불렀으며 이 영화는 유나이티드 아티스츠에서 배급을 맡았다.

## 줄거리

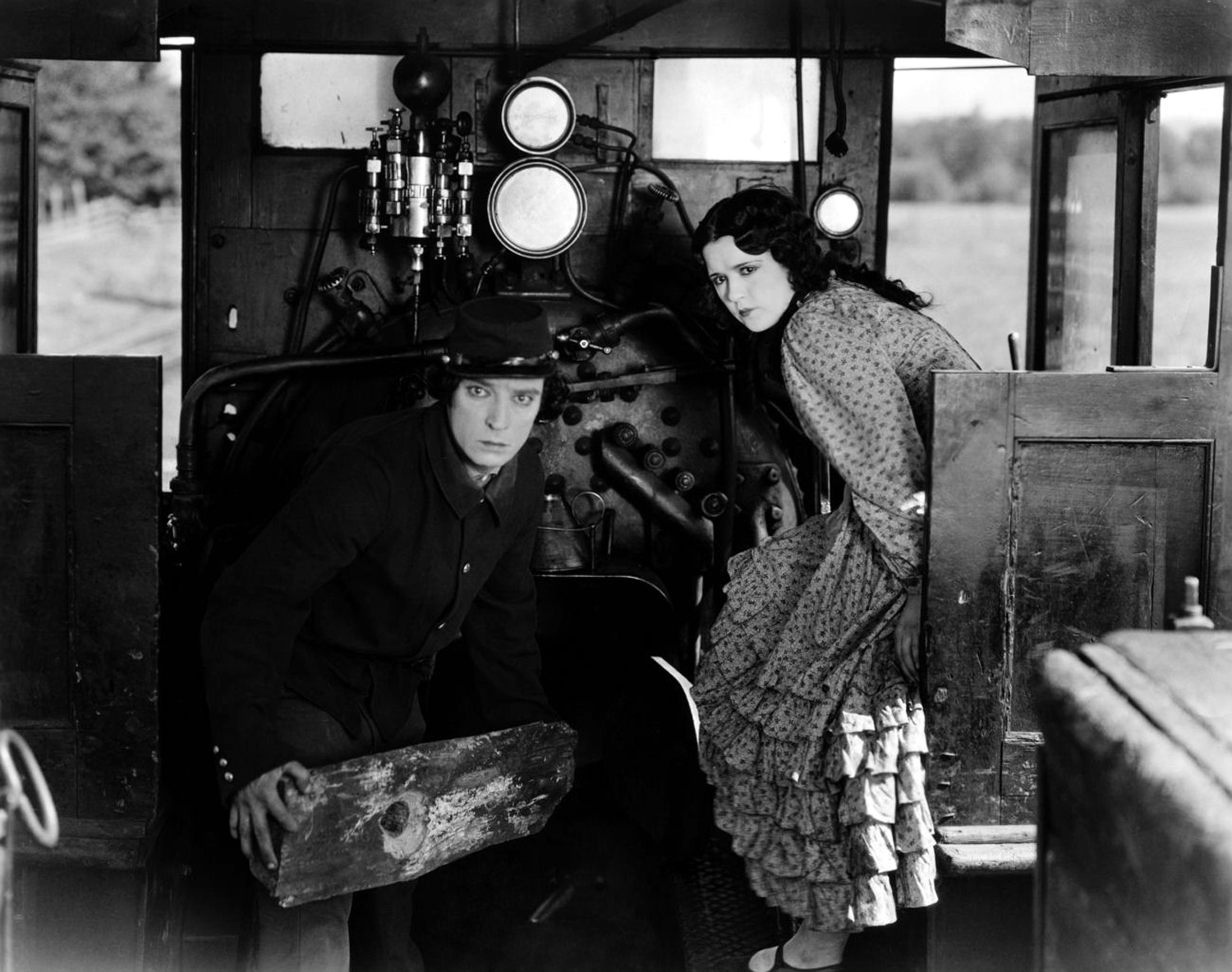
영화 장면

1861년, 남북전쟁이 발발하는 상황에 남부 소속의 기관차 '제너럴'호의 기관사는 조니 그레이다. 조니는 여자 친구가 있지만 조니가 안타깝게 군대에 못 들어가자 여자 친구는 일부러 안 들어간 줄 알고 헤어진다. 그리고 시간이 지난 후, 조니의 제너럴호에 탄 여자 친구를 북군의 스파이들이 제너럴호와 함께 납치하여 인질로 잡아간다. 조니는 가까스로 기차를 타고 추격한다. 그래서 여자 친구를 데려 온 다음에 다음 날, 제너럴호를 가까스로 빼앗아 남군의 지역으로 간다. 이러자 북부 소속의 군사들이 추격을 하고 간신히 남부 지역에 온 다음에 북부가 남부와 전쟁을 할 것이라는 것을 알리고 남부는 전투를 준비한다.
드디어 전투를 시작한 남부는 조니의 재치로 큰 승리를 거두게 된다. (북군의 기관차는 조니가 다리를 불태워서 강에 빠지게 된다.) 조니는 드디어 군대에 입대를 하는데 자리는 바로 장교(소위)였다. 여자친구와 다시 친하기 시작한다.

## 캐스트
- 버스터 키튼 - 조니 그레이
- 마리온 맥 - 조니 그레이의 여자 친구
- 글렌 카벤더 - 엔더슨 대장
- 짐 퍼리 - 대처 대장

## 갤러리

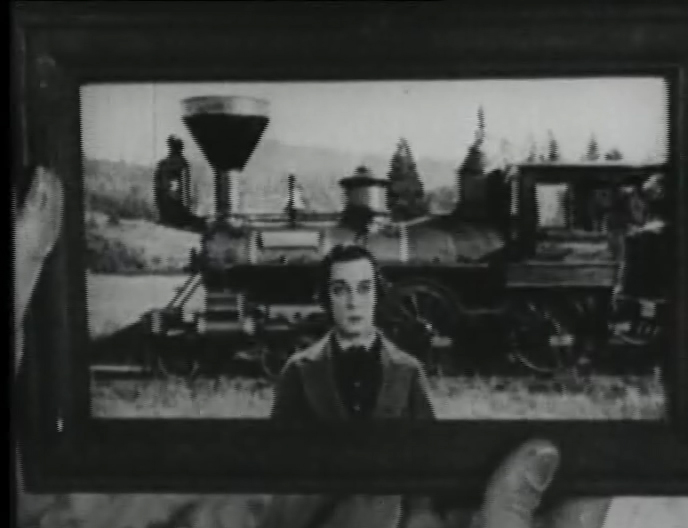
장면 1
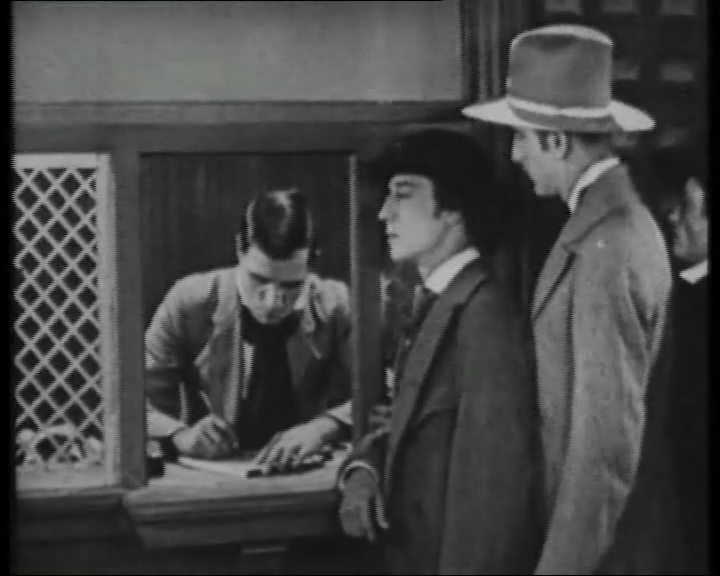
장면 2
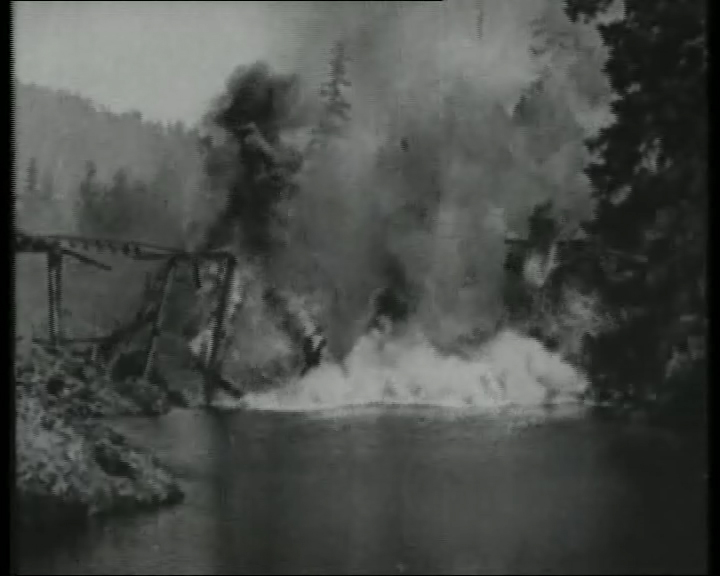
장면 3
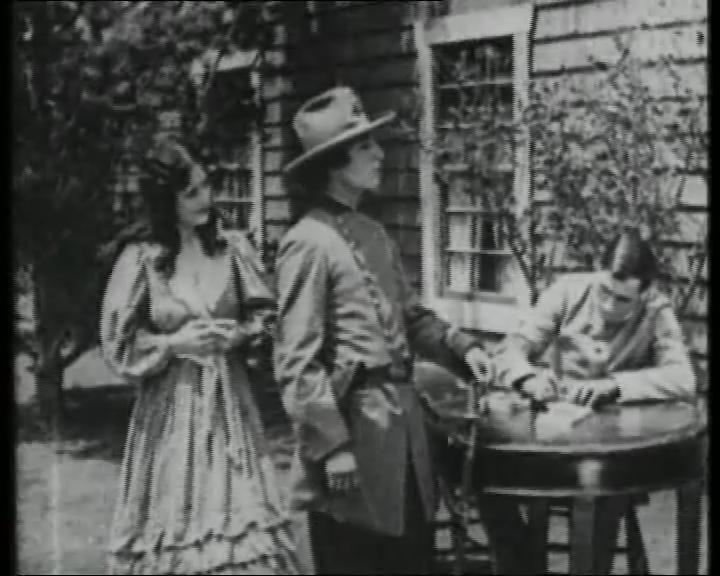
장면 4
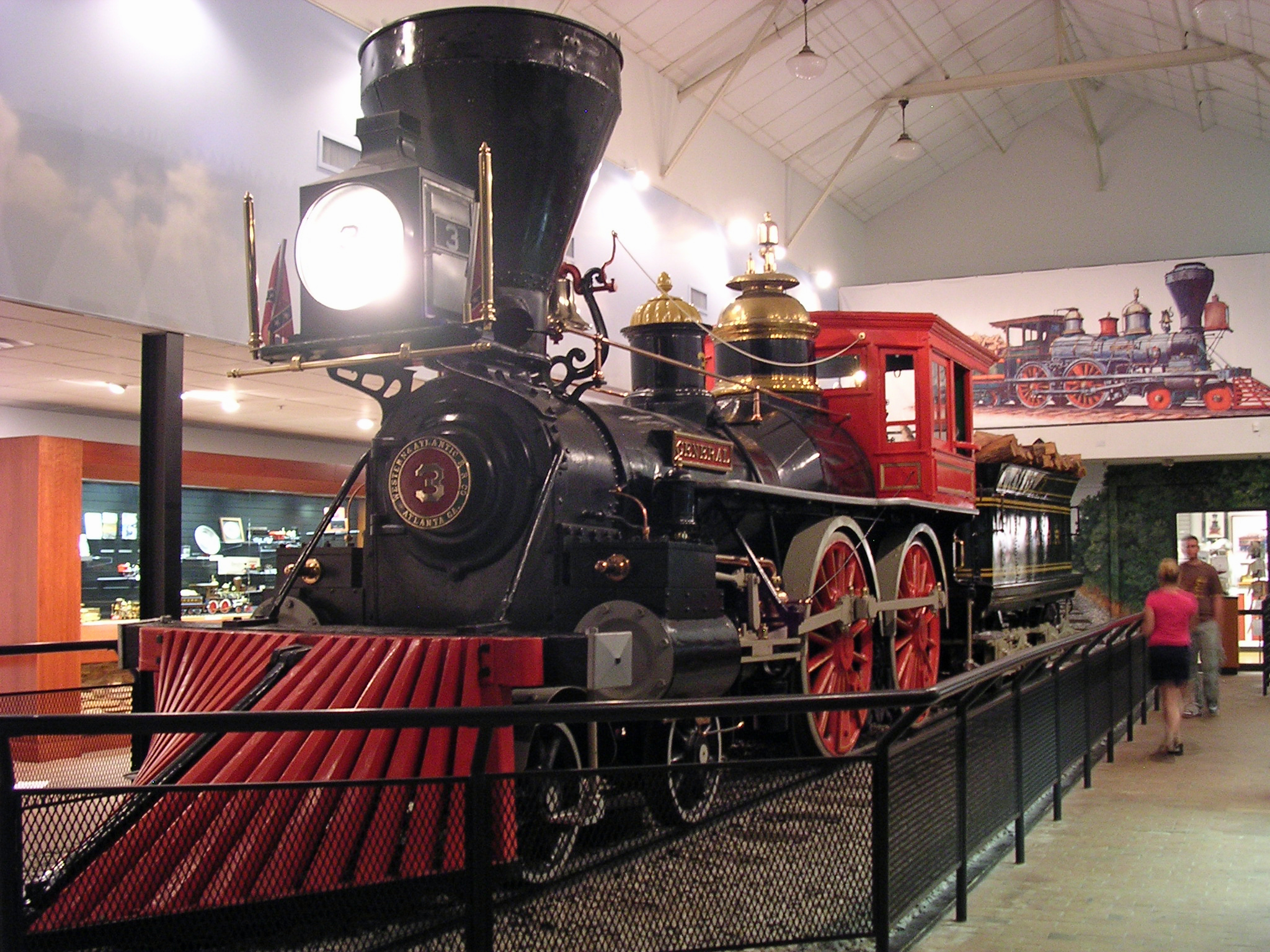
영화에 쓰인 기관차
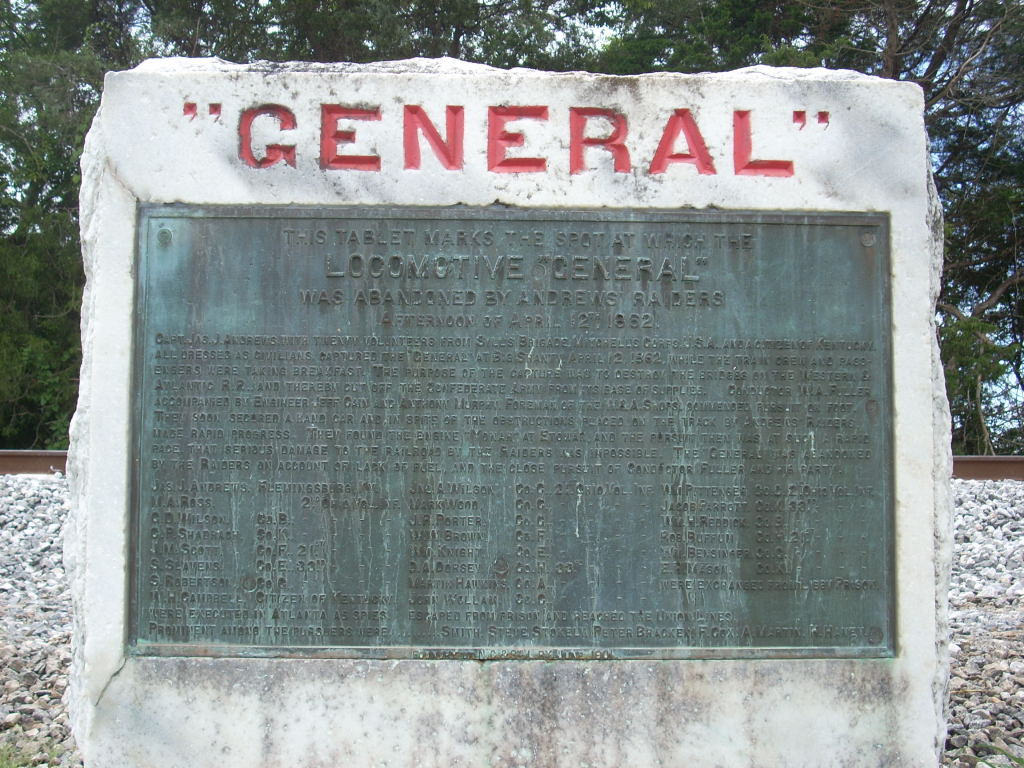
실화 배경 기념비

## 수상

### 미국 영화 연구소선정
- AFI 선정 100대 코미디 영화 - 18등
- AFI 선정 100대 영화 (재선정) - 18등

## 같이 보기
- 버스터 키턴의 작품 목록